# Ove König
Nils Ove König, född 25 juni 1950 i Askersund, död 23 juli 2020 i Alingsås distrikt, Västra Götalands län, var en svensk skridskoåkare.
König tävlade i skridsko för SK Winner, en skridskoklubb baserad i Örebro. 1971 tog han ett silver i sprint-vm i hastighetsåkning på skridskor.
Han representerade Sverige i hastighetsåkning på skridskor vid olympiska vinterspelen 1972 i Sapporo, Japan, där han tävlade i 500 meter. Han hamnade 7:a på tiden 40,25, i ett lopp som vanns av Erhard Keller från Västtyskland, med Hasse Börjes från Sverige som tvåa.